# Checua (sitio arqueológico)
El sitio de Checua es uno de los yacimientos arqueológicos más antiguos de Colombia y de Suramérica. Se ubica en una pequeña colina  del valle del río Checua, en el municipio de Nemocón, Cundinamarca. Las evidencias publicadas recientemente revelan que el sitio fue ocupado por antiguos grupos de cazadores recolectores desde el 9500 hasta el 5000 A.P. El yacimiento se caracteriza por contener elaborados contextos funerarios y complejas áreas rituales.

## Geomorfología
La colina donde se ubica el sitio arqueológico tiene siete metros de altura con respecto a la parte plana del valle actual del río Checua. Esta unidad geomorfológica tiene una visibilidad de 360 grados, desde donde se observan las planicies del valle y algunos cerros que se circunscriben en su costado norte. La extensión de la colina de norte a sur es de 400 m y de 140 m de oriente a occidente y presenta en su zona media una leve depresión acentuada por un camino actualmente en desuso que la divide en dos segmentos. El segmento sur tiene un área de 300 m² aproximadamente y es allí donde se ubica el yacimiento arqueológico. El segmento norte tiene un área de 600 m², y aunque hace parte de la misma unidad geomorfológica, esa parte no fue usada por los cazadores recolectores para establecer sus viviendas o enterrar a sus muertos. Las excavaciones arqueológicas realizadas en la colina, en todos los casos, se han hecho en el sector sur.

## Cronología y ocupaciones
Las fechas por radiocarbono obtenidas recientemente para el sitio de Checua indican con certeza que la ocupación humana en la colina duró casi 4500 años: desde 9470-8969 AP (Cal 2 σ) hasta 5190-5052 (Cal 2 σ). Así mismo, con base en la distribución de las fechas obtenidas, se definieron tres unidades cronológicas para la colina con evidencias de ocupación humana. La Unidad Cronológica 1 fue datada entre 9470-8969 AP (Cal 2 σ) y 9032-8313 AP (Cal 2 σ); la Unidad Cronológica 2, entre 7580-7475 AP (Cal 2 σ) y 6398-6280 AP (Cal 2 σ); y la Unidad Cronológica 3, entre 5771- 5659 AP (Cal 2 σ) y 5190-5052 AP (Cal 2 σ).

### Prácticas funerarias
El sitio de Checua se caracteriza por contener impresionantes prácticas mortuorias asociadas a los primeros pobladores del continente americano. Recientemente, se llevó a cabo un estudio arqueotanatológico sobre los enterramientos humanos, lo cual ha permitido conocer en detalle cómo se realizaban los ritos funerarios  Se evidenció que durante la segunda unidad cronológica del sitio, los cazadores recolectores únicamente realizaban entierros primarios y tumbas con postes de madera; mientras que para la tercera unidad cronológica, los patrones funerarios cambiaron y la arquitectura de las tumbas se transformó drásticamente. Para ese periodo, los cazadores recolectores realizaron complejas estructuras de piedra, algunas de ellas con areniscas de color rojo.

## Dieta y Subsistencia
Los últimos estudios sobre el sitio de Checua determinaron que a pesar de que estos grupos se movilizaban en busca de alimentos, ya habían iniciado un proceso de sedentarización hacia el 6000 AP. En ese caso, los cazadores recolectores adoptaron la colina que ya había sido visitada por varias generaciones y la transformaron  para establecerse allí de forma permanente. La evidencia también indica que es probable que las plantas cultivadas hayan tenido un lugar preponderante en la subsistencia, e igualmente se sugiere un incipiente proceso de domesticación del curí. Lo anterior, sitúa a Checua como el sitio arqueológico con las evidencias más tempranas de sociedades humanas sedentarias en Colombia.

## Música

Flauta de hueso humano del sitio de Checua, 7800 años de antigüedad (Groot 1992)

Los cazadores recolectores de Checua también invertían tiempo para hacer música, pues en el sitio arqueológico, se registró un instrumento musical de viento, el cual corresponde a una flauta fabricada a partir de un radio humano, y asociada a una fecha cercana al 8000 AP. Esta es quizá la flauta más antigua reportada para todo el continente.

## Investigaciones
El sitio de Checua ha sido estudiado desde la década de 1980. Los trabajos en la colina han sido realizados por la profesora Ana María Groot, de la Universidad Nacional de Colombia, Sonia Archila, de la Universidad de los Andes y Juan Pablo Ospina de la Universidad Externado de Colombia.